# ROSE
《ROSE》是日本視覺系搖滾樂團Versailles的第八張也是最後一張單曲，於2012年7月4日發行，用以紀念樂團成立五週年。
單曲分「通常盤」和「6666枚完全限定生產盤」，顧名思義，限定盤只發行6666張，每張背面都註有序號。此作收錄四首曲目，包括以日文重新塡詞演唱的《Love will be born again》（原曲為英文歌）和重新錄製的《THE RED CARPET DAY》，此曲來自樂團出道時首發的迷你專輯《Lyrical Sympathy》。限定盤內含一本52頁的豪華寫眞圖冊和一片DVD，收錄Versailles自組團以來的歷程介紹，以及來自2012年2月於澀谷公會堂擧行的《World Tour -Holy Grail- Grand Final》演唱會影像七曲。

## 收錄曲
CD
1. ROSE [5:26]
  - 作詞：KAMIJO／作曲：HIZAKI
2. -ayakashi- [4:37]
  - 作詞：KAMIJO／作曲：MASASHI
3. Love will be born again [Japanese Version] [4:26]
  - 作詞・作曲：KAMIJO

《Holy Grail》英文收錄曲，日文塡詞重製。
4. THE RED CARPET DAY [4:25]
  - 作詞：KAMIJO／作曲：TERU

《Lyrical Sympathy》收錄曲再錄製。

DVD ()
1. History of Descendant of the Rose

- LIVE from World Tour 2012 -Holy Grail- Grand Final 〜Chateau de Versailles〜 2012.2.12

1. MASQUERADE
2. Judical Noir
3. Thanatos
4. DRY ICE CREAM!! [Remove Silence]
5. Flowery
6. Vampire
7. Remember Forever